# Camp de refugiats d'al-Hol
El camp de refugiats d'al-Hol (o al-Hawl) és un camp de refugiats als afores de la ciutat d'al-Hol al nord-est de Síria, prop de la frontera entre Síria i Iraq, que acull persones desplaçades per l'Estat Islàmic (ISIS). El camp està oficialment sota control de les Forces Democràtiques Sirianes (SDF) amb els suport dels Estats Units d'Amèrica (EUA), però segons el govern dels EUA, gran part del camp està dirigit per l'Estat Islàmic que l'utilitza per a l'adoctrinament i el reclutament.
El febrer de 2021, la població del camp era de més de 60.000 persones havent crescut de les 10.000 a principis de 2019 després que les SDF prenguessin l'últim territori de l'Estat Islàmic a Síria a la batalla de al-Baghuz Fawqani. Els refugiats són sobretot dones i infants de molts països, principalment de Síria i Iraq. Moltes d'aquestes persones són iraquianes que van sortir de la seva terra justament per l’amenaça de l'ISIS i no hi han pogut tornar. A més d'iraquianes i sirianes, també hi ha altres nacionalitats, com estatunidenca, canadenca, britànica, sueca, finesa, francesa, alemanya, suïssa, belga, danesa, russa, kazakha, i un llarg etcètera. S'estima que moltes d'aquestes persones van viatjar a l'Orient Mitjà per a unir-se a Estat Islàmic i, moltes, especialment dones de combatents i menors, són a l'espera de ser repatriades pels seus països per a ser jutjades.

## Història
El camp es va establir originalment per als refugiats iraquians a principis de 1991, durant la Guerra del Golf, i es va reobrir després de la invasió de l'Iraq de 2003 com un dels tres camps a la frontera entre Síria i Iraq. 
Tot i que a principis del 2019 el campament tenia unes 10.000 persones, la seva mida va augmentar dràsticament amb el col·lapse de l'ISIS. El 2021, la població del campament s'estimava en més de 60.000 habitants. Una estimació del setembre de 2019 indicava que el camp albergava unes 20.000 dones i 50.000 infants custodiats per 400 milicians de les SDF.
En el context de la Guerra Civil siriana i de l'ofensiva sobre al-Hawl per part de les SDF, el camp, al costat del camp de refugiats d'Ayn Issa, s'ha convertit en un centre per als refugiats derivats dels combats entre les SDF i l'ISIS durant l'ofensiva a Deir ez-Zor. El camp ja va acollir 10.000 refugiats a principis de desembre de 2018. L'abril de 2018, un brot de febre tifoide va matar 24 persones al campament.
Durant la batalla d'al-Baghuz Fawqani el desembre de 2018, el camp va viure una afluència massiva de refugiats en una sèrie d'evacuacions civils massives, amb persones que fugien dels ferotges combats entre les SDF i l'ISIS. Les condicions al llarg del camí cap al campament, inclosos els centres de detecció d'agents de l'ISIS, s'han descrit com a «extremadament dures» sense aliments, aigua, refugi ni serveis sanitaris limitats. El 4 de febrer de 2019, es va documentar que almenys 35 infants i nounats havien mort durant el trajecte o poc després d'arribar al campament, principalment a causa d'hipotèrmia. Les organitzacions d'ajuda humanitària temien que la disenteria i altres malalties poguessin esclatar al campament desbordat. L'ONU va declarar que 84 persones, la majoria infants, van morir de camí a al-Hol des del desembre de 2018. Les famílies dels combatents de l'ISIS es mantenen en una secció vigilada separada del camp després de repetits incidents violents entre ells i altres membres del camp.
El febrer de 2019, Zehra Duman, una dona australiana que es va casar amb un combatent gihadista australià poc després de la seva arribada, va comunicar a la seva mare que ella i els seus dos fills petits vivien al campament. Li va explicar que hi havia una escassetat terrible de menjar i que temia que la seva filla de sis mesos morís de fam. Shamima Begum, ciutadana britànica embarassada i exmembre de l'ISIS, va ser localitzada al campament d'al-Hol. El seu fill hi va morir poques setmanes després de néixer. El març de 2019, també es va informar que la ciutadana estatunidenca i exmembre de l'ISIS Hoda Muthana i el seu fill de 18 mesos vivien al campament.
L'abril de 2019, dones i infants del camp de refugiats van cridar a una periodista: «Converteix-te, converteix-te!» exhortant-la a recitar la xahada: «si et fessis musulmana, et cobrissis (el teu cos i la teva cara) com nosaltres i et fessis membre de la nostra religió, no et matarien», mentre pregaven perquè tornés el califat de l'ISIS. Les dones van justificar el genocidi del poble iazidita per part de l'ISIS i la presa d'esclaves sexuals.
En un informe publicat l'abril de 2019, el periodista de la BBC Quentin Sommerville va descriure el campament com «un vaixell desbordant d'ira i preguntes sense resposta», on algunes dones «s'aferren a la seva ideologia alimentada per l'odi i d'altres demanen una sortida: un camí a casa». Somerville va citar una dona marroquina-belga, una antiga infermera que mostrant el nicab va dir: «Aquesta és la meva elecció. A Bèlgica no podia portar-lo. Cada religió va fer alguna cosa malament, mostra'ns el bo». La dona considerava que no calia disculpar-se pels atemptats de Brussel·les de març de 2016 i va culpar Occident i els seus atacs aeris a Baghouz de les seves terribles condicions.

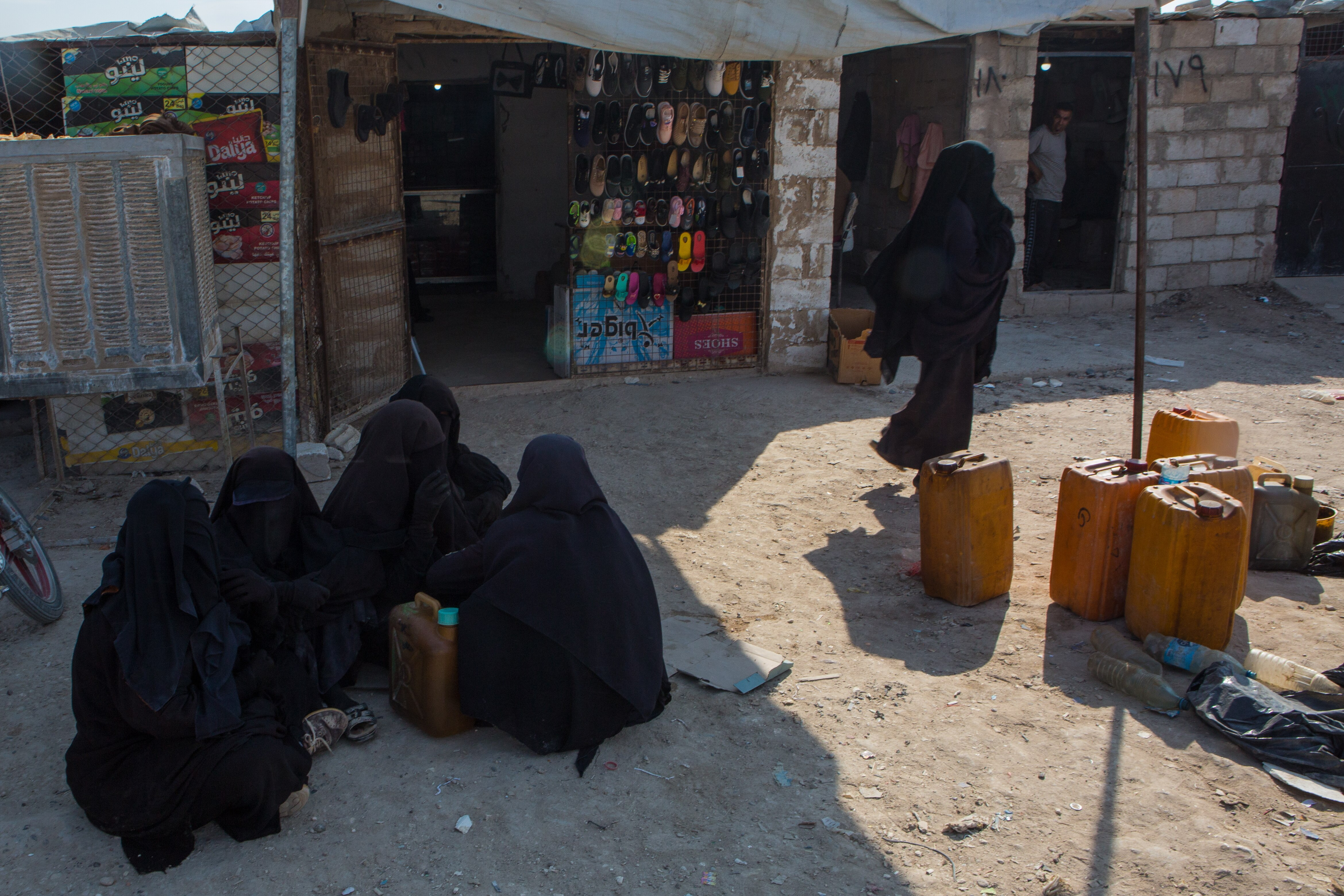
Refugiades al campament el 16 d'octubre de 2019

Un reportatge a The Washington Post del setembre de 2019 va descriure l'augment de la radicalització dins del camp on les condicions de vida són pèssimes, la seguretat laxa i la gent que no segueix la ideologia de l'ISIS viu amb por.
El 28 de novembre de 2019, la Mitja Lluna Roja Àrab de Síria va anunciar que més de 36.000 habitants del campament havien rebut ajuda de l'organització a les clíniques establertes al campament i mitjançant un equip mèdic mòbil. L'octubre de 2020 per intentar abordar la situació de superpoblació del camp, es va anunciar que les autoritats de l'Administració Autònoma del Nord i l'Est de Síria van decidir alliberar tots els nacionals sirians del camp, que representen aproximadament la meitat de la població del campament. Encara quedarien més de 25.000 iraquians i 10.000 persones d'altres nacionalitats al camp de refugiats.
L'octubre de 2020, les SDF va anunciar plans per alliberar milers de sirians retinguts al camp de refugiats d'al-Hol. El procés va ser lent i a principis del 2022 encara hi vivien unes 56.500 persones. Durant el gener i el febrer de 2021, 21 persones van ser assassinades per cèl·lules de l'Estat Islàmic, més del triple de persones assassinades que en els últims mesos, situació que l'Observatori Sirià per als Drets Humans va descriure com el «miniestat d'al-Hol».

## Esforços de repatriació
La repatriació és difícil, ja que molts residents del campament s'han radicalitzat i representen una amenaça potencial per al seu país d'origen. Sommerville va indicar que «els governs occidentals prevariquen o potser no tenen plans per recuperar la gent».
El setembre del 2020 es va informar que les autoritats kurdes havien traslladat 50 nacionals australians del camp d'al-Hol al camp més petit de Roj on, segons s'afirma, hi havia un major enfocament en la reeducació i la rehabilitació. El govern australià no ha tingut voluntat política per a repatriar els seus nacionals de Síria per por de portar persones radicalitzades al país.